# Вейфгеренланден
Вейфгеренланден (нід. Vijfheerenlanden) — муніципалітет у нідерландській провінції Утрехт. Загальна кількість мешканців — близько 56 000 осіб.
Сама громада була створена 1 січня 2019 року шляхом з'єднання кількох менших громад.

## Населені пункти муніципалітету
Міста
- Амейде
- Віанен
- Лердам

Села
- Гагестейн
- Гей-ен-Буйкоп
- Гуф-ен-Гаг
- Евердінген
- Зейдервелд
- Кедіхем
- Лексмонд
- Лербрук
- Меркерк
- Нюланд
- Схонревурд
- Тінговен-ан-де-Лек

Селища
- Ахтердейк
- Ахтговен
- Брук
- Гер
- Кортенгувен
- Лакервелд
- Мідделкоп